# Тихое место 3
«Тихое место 3» (англ. A Quiet Place: Part III) — будущий американский постапокалиптический фильм ужасов, продолжение картины «Тихое место 2» и третий и заключительный фильм в трилогии, продюсером и сценаристом которого является Джон Красински. Главные роли в фильме сыграют Ноа Джуп и Миллисент Симмондс.

## Сюжет
В центре сюжета история семьи Эббот, члены которой скрываются от монстров с острым слухом.

## В ролях
- Ноа Джуп
- Миллисент Симмондс

## Производство и премьера
В мае 2021 года актриса Эмили Блант рассказала, что у Джона Красински есть планы снимать продолжение «Тихого места 2». По её словам, Красински ждал выхода в прокат второй части франшизы, чтобы оценить реакцию на неё публики. В июле того же года Блант подтвердила, что Красински работает над третьей частью и что он намерен снова занять режиссёрское кресло. В феврале 2022 года был официально анонсирован фильм «Тихое место 3» с выходом в прокат в 2025 году. Однако в феврале 2024 года выход был отложен на неопределённый срок. 1 августа 2025 года издание Variety сообщило о том, что фильм выйдет в кинотеатрах США 9 июля 2027.